# Episinus aspus
Episinus aspus är en spindelart som beskrevs av Claude Lévi 1964. Episinus aspus ingår i släktet Episinus och familjen klotspindlar.
Artens utbredningsområde är Nicaragua. Inga underarter finns listade i Catalogue of Life.